# Свети Атанасий (Неа Триглия)
Вижте пояснителната страница за други значения на Свети Атанасий.
„Свети Атанасий“ (на гръцки: Aγίου Aθανασίου) е възрожденска православна църква, разположена в Неа Триглия на полуостров Касандра. Църквата е построена през втората половина на XIX век. Представлява трикорабна базилика с женска църква с един от най-красивите решетъчни парапети на Халкидика, резбован иконостас с икони от XIX век. Заедно с камбанарията и съседния метох на Ватопед църквата образува интересен комплекс на местната традиционна архитектура.
В 1985 година църквата е обявена за паметник на културата.